# 吉恩·坎塔梅萨
吉恩·坎塔梅萨（英語：Gene Cantamessa，1931年2月17日—2011年11月8日）为一位美国音讯工程师。他曾因斯蒂芬·斯皮尔伯格1982年的电影E.T.外星人赢得了1次奥斯卡最佳音响效果奖。此外，坎塔梅萨还6次提名奥斯卡奖。

## 精选影视作品
坎塔梅萨曾赢得了1次奥斯卡最佳音响效果奖，并获得6次提名。
获奖：
- E.T.外星人 (1982)[2]

提名：
- 候选人（英语：The Candidate (1972 film)） (1972)[3]
- 新科学怪人 (1974)[4]
- 第三类接触 (1977)[5]
- 一九四一 (1979)[6]
- 2010 (1984)[7]
- 星际旅行IV：抢救未来 (1986)[8]